# Controguerra Cabernet
Le Controguerra Cabernet est un vin italien de la région Abruzzes doté d'une appellation DOC depuis le 20 août 1996. Seuls ont droit à la DOC les vins rouges récoltés à l'intérieur de l'aire de production définie par le décret. 

## Aire de production
Les vignobles autorisés se situent en province de Teramo dans les communes de Controguerra, Torano Nuovo, Ancarano, Corropoli et Colonnella.
Le vin rouge du type Cabernet répond à un cahier des charges moins exigeant que le Controguerra Cabernet riserva, essentiellement en relation avec le vieillissement et le titre alcoolique.

## Caractéristiques organoleptiques
- couleur: rouge rubis plus ou moins intense, tendant au rouge orange avec le vieillissement
- odeur: vineux, intense, épicé
- saveur: sèche, tannique, harmonique

Le Controguerra Cabernet se déguste à une température comprise entre 15 et 17 °C. Il se gardera 2 à 4 ans.

## Association de plats conseillée
Les viandes rouges grillées

## Production
Province, saison, volume en hectolitres :
- pas de données disponible